# Asciano

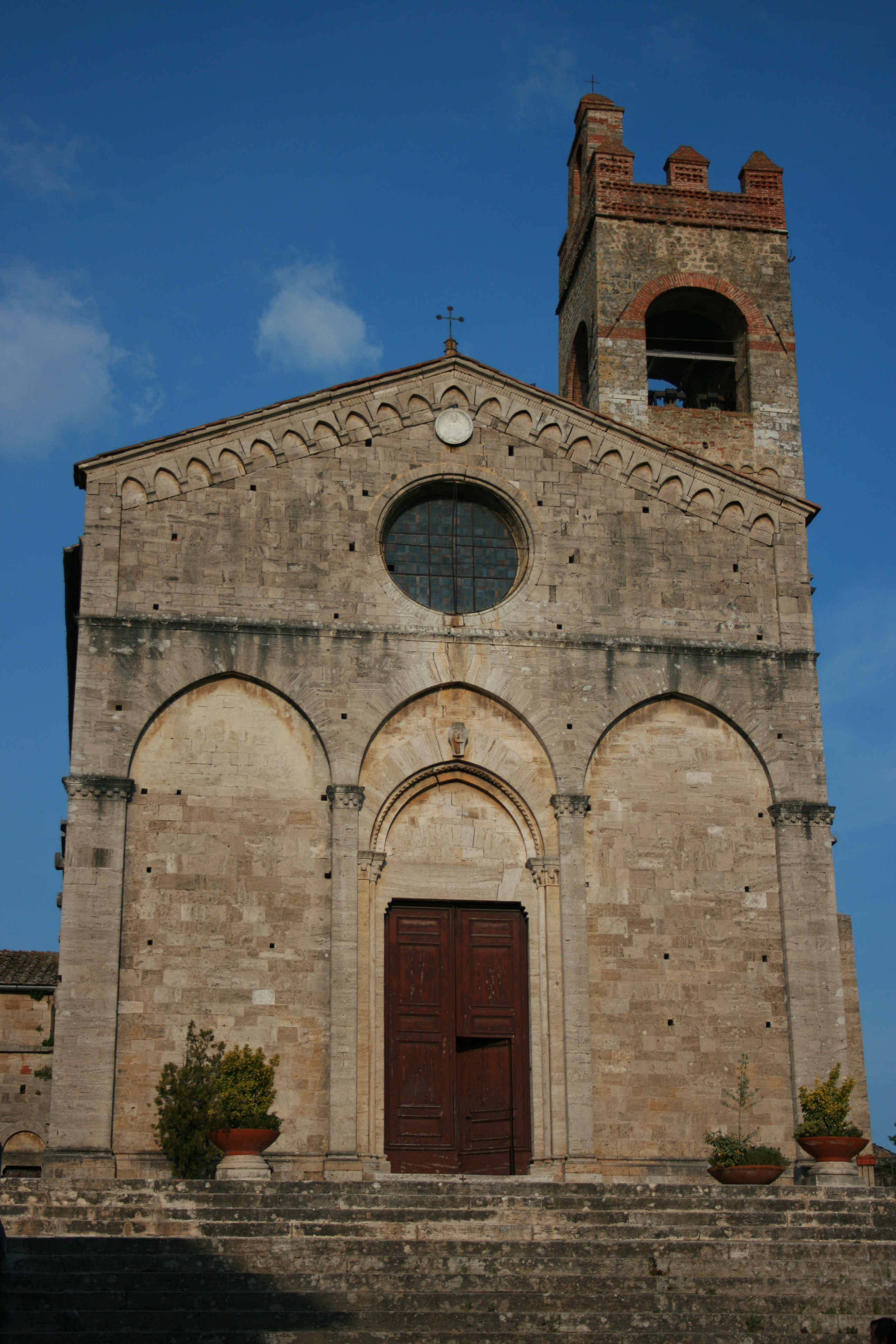
Bazylika pw św. Agaty

Asciano – miejscowość i gmina we Włoszech, w regionie Toskania, w prowincji Siena.
Według danych na rok 2004 gminę zamieszkiwało 6468 osób, 30,1 os./km².
Urodził tu się dyplomata papieski abp Bruno Torpigliani.

## Zabytki
- Bazylika pw św. Agaty (wł. Basilica di Sant'Agata) z końca XIII wieku
- fontanna z 1472 roku na placu przez bazyliką
- częściowo zachowane mury obronne wzniesione w 1351 roku